# Josiah Adcock
Josiah Adcock (* 16. Mai 1878 in Loughborough; † 3. Quartal 1944 in Nuneaton) war ein englischer Fußballspieler.

## Karriere
Adcock spielte auf lokaler Ebene für Loughborough Park und Mountsorrel St Peter’s, bevor er 1899 gemeinsam mit seinem jüngeren Bruder Walter in die Football League Second Division zum FC Loughborough wechselte. Adcock debütierte am 25. Dezember 1899 beim Derby gegen Leicester Fosse (Endstand 0:5). Diese Partie ging aber ebenso wie seine weiteren sieben Einsätze, in denen er als Halb- oder Mittelstürmer aufgeboten wurde, allesamt verloren; sieben Mal blieb das Team hierbei ohne Torerfolg. Darunter war auch eine 0:12-Niederlage gegen Woolwich Arsenal, bis heute Rekordergebnis der Football League. Der Klub beendete die Saison als abgeschlagener Tabellenletzter und musste am Ende der Saison aus der Football League ausscheiden, eine geplante Aufnahme des Spielbetriebs in der Midland League fand nicht mehr statt und Adcock war in der Folge fußballerisch bei Loughborough Emmanuel in der lokalen Lougborough and District League aktiv. 1901 verdiente er seinen Lebensunterhalt als Elektromonteur, 1911 war er in einer Automobilfabrik in Coventry als Dreher beschäftigt.